# BeeJay Lee
BeeJay Lee (né le 8 mai 1993) est un athlète américain, spécialiste du sprint.
Il descend sous les 10 s le 25 juin 2015 à Eugene en 9 s 99 (+ 1,7 m/s)  et obtient son record sur 200 m en 20 s 11 dans la même ville trois jours après.